# Kadewaterschap Ade

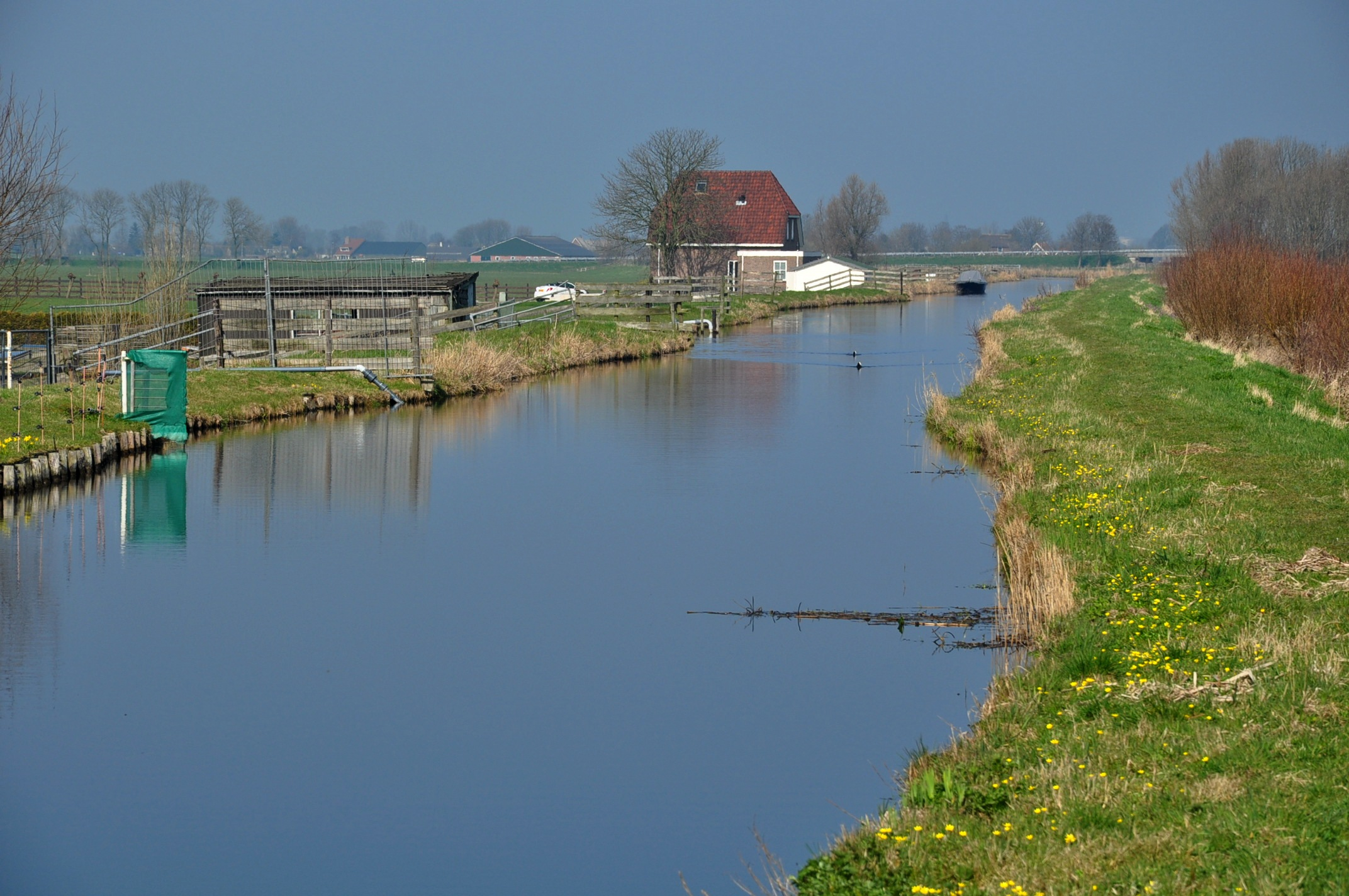
De Zuidzijdervaart, een boezemwater tussen de Rode Polder (links) en de Hoogmadesche Polder (rechts)

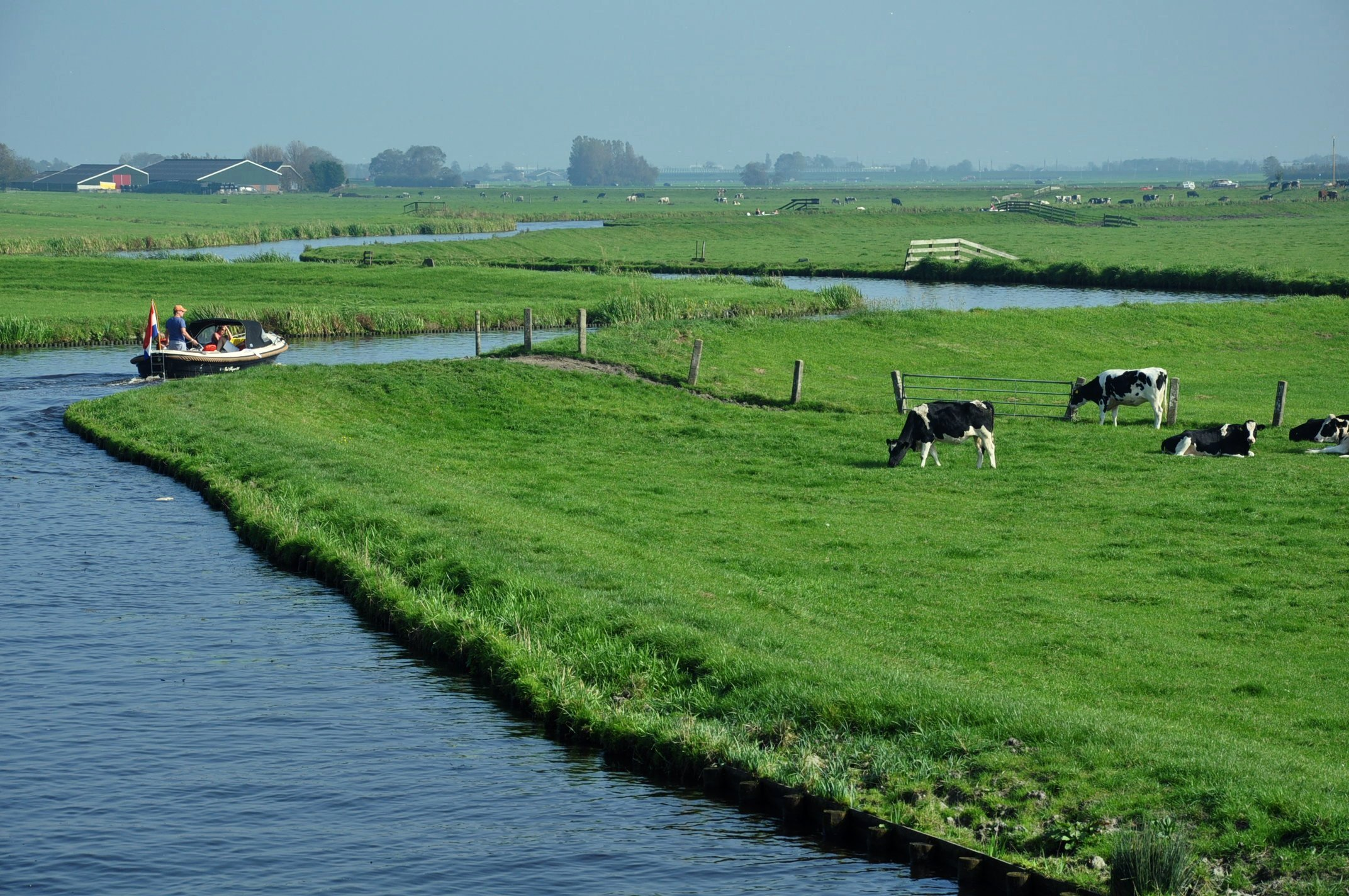
De Stingsloot, een boezemwater tussen de Vrouw-Vennepolder (links) en de Rode polder (rechts)

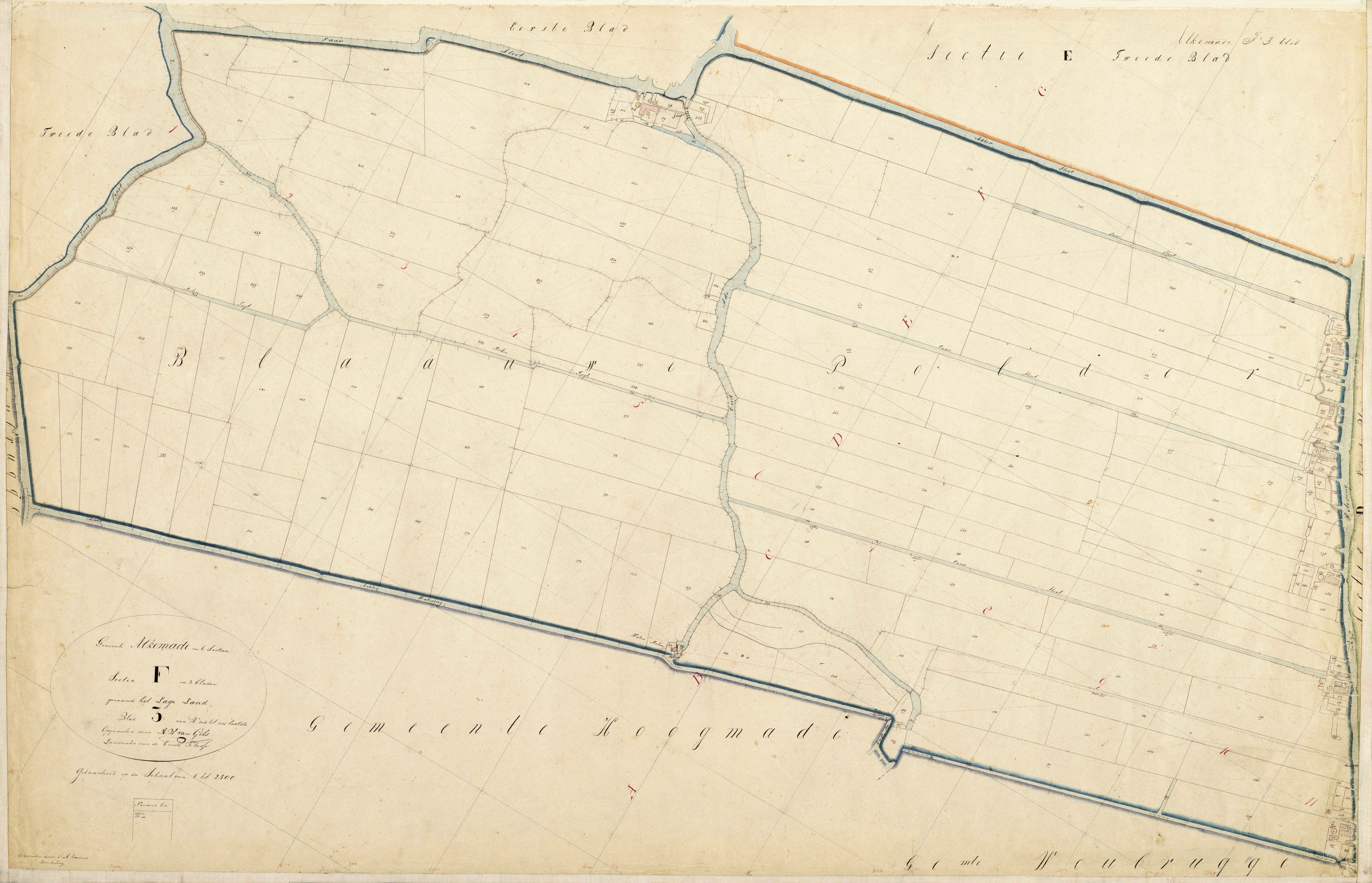
Kadasterkaart uit 1828 van de Blauwe Polder met omringende vaarten waaronder de Zuidzijdervaart, Vaarsloot, Achterwetering en Akkersloot

Het Kaderwaterschap Ade was een waterschap in de Nederlandse provincie Zuid-Holland, in de gemeenten Alkemade en Leiderdorp. Het bestond slechts 7½ jaar (1971-1979), toen het opging in het waterschap De Oude Veenen. De Verenigde Vergadering en het dagelijks bestuur van het waterschap werden gevormd door de bestuursleden resp. de voorzitters of vertegenwoordigers van de deelnemende polders (die overigens bleven bestaan als zelfstandige waterschappen).

## Oprichting en taak
De oprichting van dit nieuwe waterschap was een idee van Gedeputeerde Staten van Zuid-Holland in oktober 1970. Taak van het kadewaterschap zou moeten zijn de bescherming van de boezemkades van de Vrouw Vennepolder, de Drooggemaakte Akkersloot-, Hertogs- en Blijverspolders, de Rode-, Blauwe- en Bospolder en de Hoogmadesche- en Frederikspolder, allen direct ten zuiden van de Kagerplassen gelegen. Een aantal boezemkades verkeerde niet in goede staat, omdat deze polderwaterschappen -hoewel verantwoordelijk voor het onderhoud van de kades- niet bij machte waren de kosten daarvan geheel zelf te dragen. Bovendien vonden Gedeputeerde Staten het wenselijk dat het beheer van deze kades bij één lichaam zou berusten omdat ze voor het hele gebied van belang zijn.
Dit probleem was ontstaan door de specifieke situatie rond de Kagerplassen. Het landschap bestaat hier van oudsher uit een groot aantal kleinere polders die door plassen of relatief brede boezemwateren van elkaar worden gescheiden. De kadelengte per polderhectare is daardoor groot, en er is relatief veel golfslag (ook door pleziervaart), dus de kades hebben relatief veel te lijden. Daar komt nog bij dat de kades uit slappe veengrond bestaan, waardoor voortdurend verzakkingen optreden, terwijl de polders zelf door inklinking steeds lager komen te liggen.

## Initiatieven en resultaat
Naast het verbeteren van de kades zette het nieuwe waterschap evenwel ook in op het dempen van een fors aantal sloten en watergangen, om zodoende de hoeveelheid te onderhouden kades terug te brengen. Van die voornemens -beschreven in het "Kadeplan Ade"- kwam weinig terecht. Geen enkele watergang werd gedempt; wel werden er drie afgedamd. Eén van die afdammingen werd later tegen hoge kosten weer ongedaan gemaakt. Een overzicht:
Op 8 november 1972 kwam het waterschap met het plan de Spijkersloot bij Hoogmade te dempen. Deze sloot vormt de grens tussen de Frederikspolder en de Blauwe Polder. Tegen dit plan kwam oppositie van onder anderen woonbootbewoners bij de Noord Ade, die vreesden dat daardoor de doorstroming van een aantal nabijgelegen wateren zou komen stil te liggen. Daardoor zou een fikse vervuiling optreden. De riolering van Hoogmade kwam toen via een tochtsloot in de Noord Ade en de lozingen zouden nog toenemen in verband met woningbouw die toen in Hoogmade was voorzien. Ook caravanhouders op het zogenaamde Spijkereiland (dat niet meer goed bemalen zou kunnen worden) en houders van visrechten beklaagden zich evenals de lokale partij Gemeentebelangen die meende dat de demping van de sloot belangrijke milieugevolgen had en een disproportioneel antwoord was op de slechte kades. De demping paste bovendien niet binnen het toenmalige Streekplan Plassengebied dat nu juist voorzag in een uitbreiding van het waterareaal met 800 ha. Uiteindelijk werd de Spijkersloot niet gedempt maar afgedamd. Voor de Afgedamde Spijkersloot bestaat sindsdien een apart peilbesluit.
Eveneens op 8 november 1972 kwam het waterschap met het plan de Akkersloot te dempen. Deze sloot is de grens tussen de Blauwe Polder en de Drooggemaakte Akkersloot-, Hertogs- en Blijverspolders. Ook de Akkersloot werd uiteindelijk eind jaren 70 niet gedempt maar afgedamd, en zelfs dat was tegen de wens van velen, zoals de ANWB, de KNSB en de Vereniging van de Hollandse Molen. Maar 15 jaar later (in 1994) werden alweer plannen gemaakt om de dammen te verwijderen om recreatie (zoals scheepvaart, schaatsen) te bevorderen. Vervolgens duurde het tot 2000 eer de dammen waren weggehaald, de sloot was uitgebaggerd en de kades alsnog met 80 cm waren verhoogd; dat kostte 800.000 gulden.
In 1973 wilde het Waterschap de Zuidzijdervaart ten westen van Hoogmade dempen, terwijl in diezelfde periode discussies plaatsvonden om de Zuidzijdervaart nu juist deel te laten uitmaken van een nieuwe vaarroute tussen de Kagerplassen en het Braassemermeer. Uiteindelijk werd gekozen voor een verbetering van de vaarverbinding. Dit besluit leidde vervolgens tot een jarenlange juridische strijd over wie nu de lasten van het onderhoud van de boezemkades moest dragen: provincie of waterschap? Uiteindelijk werd het Waterschap Veen- en Geestlanden (opvolger van het Kadewaterschap Ade) daarvoor verantwoordelijk, maar de provincie moest een afkoopsom van 1 miljoen gulden betalen. De noord-zuid georiënteerde Zuidzijdervaart vormt de grens tussen de Hoogmadesche- en Blauwe- en Piestpolder (aan de oostkant) en de Rode- en Bospolder aan de westkant.
Op 24 mei 1974 maakte het waterschap bekend de Vaarsloot tussen de Zuidzijdervaart en de Oude Ade te willen afsluiten en deze sloot tussen de Zuidzijdervaart en de secundaire weg 6 in Hoogmade te willen dempen. Ook de Achterwatering tussen de Zuidzijdervaart en Rijksweg A4 moest worden gedempt. Op de gedempte sloten zouden wegen worden aangelegd. Tegen deze plannen werd geprotesteerd bij Gedeputeerde Staten van Zuid-Holland door de stichting "het Zuidhollands landschap" dat zich afvroeg wat het effect van de plannen zou zijn op de waterkwaliteit en op de toen voorgenomen instelling van weidevogel- en polderreservaten in dit gebied. Geen enkel van deze voornemens werd gerealiseerd. Wel werd de Achterwetering afgedamd. Voor de Afgedamde Achterwetering bestaat sindsdien een apart peilbesluit.